# Arm River (circonscription saskatchewanaise)
Pour les articles homonymes, voir Arm River.
Circonscription électorale provinciale du Canada
Arm River est une ancienne circonscription électorale provinciale de la Saskatchewan au Canada. Elle est représentée à l'Assemblée législative de la Saskatchewan de 1908 à 2003 et depuis 2016 à 2024.

## Géographie
Arm River est située dans le centre-sud de la province, mais considérée comme une circonscription du nord.

## Liste des députés
| Parlement                                           | Années    | Député                 | Député                  | Parti                     |
| Arm River                                           | Arm River | Arm River              | Arm River               | Arm River                 |
| --------------------------------------------------- | --------- | ---------------------- | ----------------------- | ------------------------- |
| 2e                                                  | 1908–1912 |                        | George Adam Scott       | Libéral                   |
| 3e                                                  | 1912–1917 |                        | George Adam Scott       | Libéral                   |
| 4e                                                  | 1917–1921 |                        | George Adam Scott       | Libéral                   |
| 5e                                                  | 1921–1925 |                        | George Adam Scott       | Libéral                   |
| 6e                                                  | 1925–1928 |                        | George Adam Scott       | Libéral                   |
| 6e                                                  | 1928-1929 | Thomas Frederick Waugh |                         | Libéral                   |
| 7e                                                  | 1929–1934 |                        | Duncan Selby Hutcheon   | Progressiste-conservateur |
| 8e                                                  | 1934–1938 |                        | Gustaf Herman Danielson | Libéral                   |
| 9e                                                  | 1938–1944 |                        | Gustaf Herman Danielson | Libéral                   |
| 10e                                                 | 1944–1948 |                        | Gustaf Herman Danielson | Libéral                   |
| 11e                                                 | 1948–1952 |                        | Gustaf Herman Danielson | Libéral                   |
| 12e                                                 | 1952–1956 |                        | Gustaf Herman Danielson | Libéral                   |
| 13e                                                 | 1956–1960 |                        | Gustaf Herman Danielson | Libéral                   |
| 14e                                                 | 1960–1964 |                        | Gustaf Herman Danielson | Libéral                   |
| 15e                                                 | 1964–1967 |                        | Martin Pederson         | Progressiste-conservateur |
| 16e                                                 | 1967–1971 |                        | Wilbert McIvor          | Libéral                   |
| 17e                                                 | 1971–1975 |                        | Donald Leonard Faris    | Néo-démocrate             |
| 18e                                                 | 1975–1978 |                        | Donald Leonard Faris    | Néo-démocrate             |
| 19e                                                 | 1978–1982 |                        | Gerald Muirhead         | Progressiste-conservateur |
| 20e                                                 | 1982–1986 |                        | Gerald Muirhead         | Progressiste-conservateur |
| 21e                                                 | 1986–1991 |                        | Gerald Muirhead         | Progressiste-conservateur |
| 22e                                                 | 1991–1995 |                        | Gerald Muirhead         | Progressiste-conservateur |
| 23e                                                 | 1995–1999 |                        | Harvey McLane           | Libéral                   |
| 24e                                                 | 1999–2003 |                        | Greg Brkich             | Saskatchewanais           |
| Circonscription redistribuée dans Arm River-Watrous |           |                        |                         |                           |
| 28e                                                 | 2016–2020 |                        | Greg Brkich             | Saskatchewanais           |
| 29e                                                 | 2020–2024 | Dana Skoropad          |                         | Saskatchewanais           |
| Circonscription abolie, voir Dakota-Arm River       |           |                        |                         |                           |

## Résultats électoraux
2016-2024

1908-2003